# Tag der Galicischen Literatur

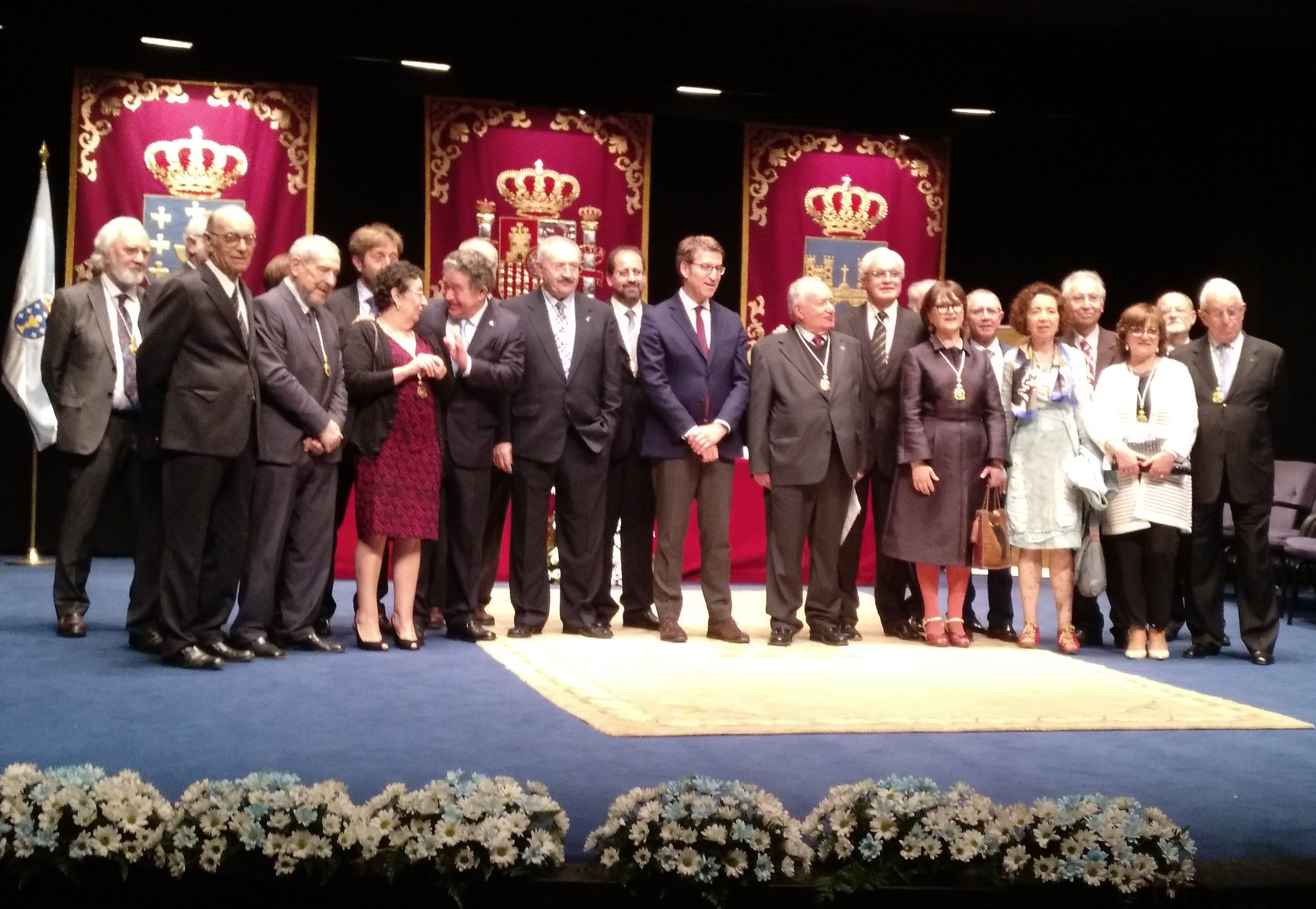
2018

Der Tag der Galicischen Literatur (Día das Letras Galegas) ist ein weltlicher Feiertag in Galicien. Die Real Academia Galega führte ihn 1963 zur Feier der galicischen Sprache und Literatur ein. Seit 1991 ist der 17. Mai öffentlicher Feiertag in ganz Galicien. Die erste Feier 1963 erinnerte an die Veröffentlichung der Cantares Galegos 100 Jahre zuvor; deren Verfasserin Rosalía de Castro (1837–1885) war eine der wichtigsten Dichterinnen in der Geschichte Galiciens geworden.
Seitdem ist jeder Tag der Galicischen Literatur einem anderen Autor der galicischen Sprache gewidmet, der nicht mehr lebt. Er wird auch in den Ländern gefeiert, in die viele Galicier im 19. und 20. Jahrhundert auswanderten – allen voran in Argentinien, Kuba, Brasilien und Uruguay.

## Liste der geehrten Autoren
- 1963 Rosalía de Castro
- 1964 Alfonso Daniel Rodríguez Castelao
- 1965 Eduardo Pondal
- 1966 Francisco Añón Paz
- 1967 Manuel Curros Enríquez
- 1968 Florentino López Cuevillas
- 1969 Antonio Noriega Varela
- 1970 Marcial Valladares Núñez
- 1971 Gonzalo López Abente
- 1972 Valentín Lamas Carvajal
- 1973 Manuel Lago González
- 1974 Xoán V. Viqueira Cortón
- 1975 Xoán Manuel Pintos Villar
- 1976 Ramón Cabanillas
- 1977 Antón Vilar Ponte
- 1978 Antonio López Ferreiro
- 1979 Manuel Antonio
- 1980 Afonso X o Sabio
- 1981 Vicente Risco
- 1982 Luis Amado Carballo
- 1983 Manuel Leiras Pulpeiro
- 1984 Armando Cotarelo Valledor
- 1985 Antón Losada Diéguez
- 1986 Aquilino Iglesia Alvariño
- 1987 Francisca Herrera Garrido
- 1988 Ramón Otero Pedrayo
- 1989 Celso Emilio Ferreiro
- 1990 Luis Pimentel
- 1991 Álvaro Cunqueiro
- 1992 Fermín Bouza-Brey
- 1993 Eduardo Blanco Amor
- 1994 Luis Seoane
- 1995 Rafael Dieste
- 1996 Xesús Ferro Couselo
- 1997 Ánxel Fole
- 1998 Martín Codax, Xohán de Cangas und Mendinho; gemeinsam mit den Autoren der mittelalterlichen cantigas
- 1999 Roberto Blanco Torres
- 2000 Manuel Murguía
- 2001 Eladio Rodríguez
- 2002 Frei Martín Sarmiento
- 2003 Antón Avilés de Taramancos
- 2004 Xaquín Lorenzo
- 2005 Lorenzo Varela
- 2006 Manuel Lugrís Freire
- 2007 María Mariño Carou
- 2008 Xosé María Álvarez Blázquez
- 2009 Ramón Piñeiro
- 2010 Uxío Novoneyra
- 2011 Lois Pereiro
- 2012 Valentín Paz-Andrade
- 2013 Roberto Vidal Bolaño[3]
- 2014 Xosé María Díaz Castro[4]
- 2015 Xosé Filgueira Valverde[5]
- 2016 Manuel María
- 2017 Carlos Casares
- 2018 María Victoria Moreno
- 2019 Antón Fraguas
- 2020 Ricardo Carballo Calero
- 2021 Xela Arias[6]
- 2022 Florencio Delgado
- 2023 Francisco Fernández del Riego
- 2024 Luísa Villalta